# Ptychomitrium helenicum
Ptychomitrium helenicum är en bladmossart som beskrevs av Jean Édouard Gabriel Narcisse Paris 1898. Ptychomitrium helenicum ingår i släktet atlantmossor, och familjen Ptychomitriaceae. Inga underarter finns listade i Catalogue of Life.